# Boscone Cusani
Boscone Cusani (Buscon in dialetto piacentino) è una frazione del comune italiano di Calendasco, in provincia di Piacenza, in Emilia-Romagna.
La frazione sorge a 53 m s.l.m., sulle rive del fiume Po, e dista 5 km dal capoluogo comunale e circa 16 km da Piacenza.

## Storia
La zona tra Boscone Cusani e la località Soprarivo fu, probabilmente, teatro, tra il 990 e il 994 dell'attraversamento del fiume Po da parte dell'arcivescovo di Canterbury Sigerico, nell'ambito del viaggio da lui intrapreso per raggiungere Roma, dove avrebbe ricevuto l'investitura vescovile da parte di papa Giovanni XV.
Durante gli ultimi anni del XVIII secolo, dopo una rovinosa piena del Po avvenuta nel 1790, a Boscone si stabilì un gruppo di profughi albanesi, provenienti dalla sponda opposta del fiume, sulla quale si erano stanziati circa un secolo prima, dopo aver abbandonato la propria madrepatria a seguito dell'avanzata turca. Insieme a quelli di Pievetta e Bosco Tosca, nei pressi di Castel San Giovanni, questo fu l'unico insediamento del genere avvenuto all'interno del territorio piacentino.
Nel 1812 la chiesa e parte del centro abitato di Boscone furono sommersi dalle acque del fiume Po; questo spinse gli abitanti a spostare verso un luogo più protetto la posizione del paese in modo da evitare che venisse nuovamente distrutto dalle acque del fiume. Nel 1823 iniziò, quindi, la costruzione della nuova chiesa.
Inizialmente soggetta alla parrocchia di Alberone, Boscone ottenne in seguito la costituzione a parrocchia, venendo posta alle dipendenze del vicario foraneo di Chignolo Po, nell'arcidiocesi di Milano. Il passaggio alla diocesi di Piacenza avvenne, poi, nel 1819.
Durante l'occupazione nazista negli anni della seconda guerra mondiale fu in funzione nei pressi del paese un traghetto tedesco, fatto oggetto di diversi attacchi da parte dei partigiani. Nella zona operarono le brigate Bruzzi Malatesta: nell'elenco degli 86 membri della II brigata Malatesta figuravano 12 residenti a Boscone.

## Monumenti e luoghi d'interesse

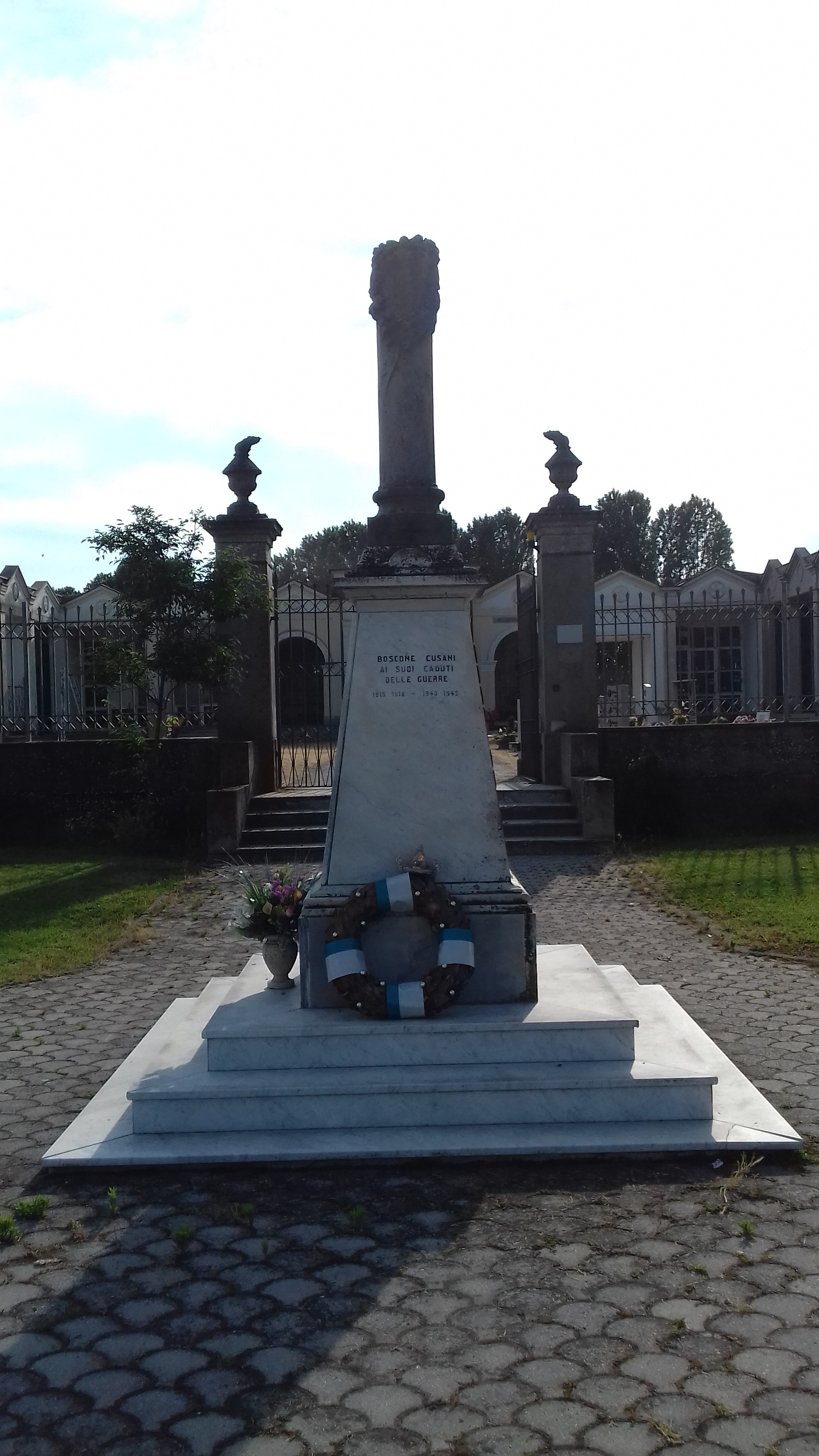
Monumento ai caduti

Chiesa di San Francesco d'AssisiEdificio parrocchiale della frazione, sorge nel punto dove vi era inizialmente un oratorio, eretto nel 1752 in ricordo del marchese Francesco Cusani e dedicato a san Francesco d'Assisi, accanto al quale dal 1780 gli abitanti del luogo costruirono alcuni locali abitabili, affinché vi risiedesse un parroco. La chiesa fu costruita nel 1823, in seguito all'istituzione della parrocchia, e consacrata nel 1827. Nel 1890 venne eretto il campanile. Un significativo intervento di ristrutturazione interessò la chiesa tra il 1909 e 1910, quando, su progetto di Amilcare Marchesi, la struttura dell'edificio fu prolungata a nord e venne realizzata una facciata in stile neoromanico. La chiesa è preceduta da un ampio sagrato, mentre la facciata a vento è rinserrata agli angoli da pilastri con lesene addossate. Sulla facciata si aprono l'unico portale centinato, sovrastato da una lunetta reca un bassorilievo di san Francesco, e una bifora a tutto sesto, incorniciata da un arco. Sui fianchi sono addossate le cappelle votive, mentre sul retro si trova la canonica.
Monumento ai cadutiNei pressi del cimitero si trova il monumento ai caduti, realizzato nel 1920 dallo scultore Romolo Cappabianca e dedicato alla memoria degli abitanti di Boscone caduti sia durante la prima che durante la seconda guerra mondiale. Sul monumento, realizzato in marmo bianco inciso e marmo grigio scolpito, sono presenti tre citazioni: una tratta dal Dei sepolcri di Ugo Foscolo (vv. 151-152), una tratta dalla lirica All'Italia di Giacomo Leopardi (vv. 125-127) e una tratta dalla poesia Bicocca di San Giacomo, contenuta nella raccolta Rime e ritmi di Giosuè Carducci (vv. 138-140). Inizialmente posto di fronte alla chiesa parrocchiale, venne spostato di fronte al cimitero nel 1939, in seguito all'inaugurazione della scuola elementare dedicata ai caduti per la patria, nel cui atrio d'ingresso venne collocato un secondo monumento ai caduti. Dopo la seconda guerra mondiale vennero sostituite le lastre addossate al corpo del monumento uniformando le citazioni dei caduti delle due guerre mondiali e venne eliminata la croce realizzata in bronzo appoggiata alla colonna, che fu sostituita da una croce più piccola.